# Satsuki Igarashi
Satsuki Igarashi (いがらし 寒月, Igarashi Satsuki), née le 8 février 1969 à Kyoto est une mangaka, membre du collectif féminin de mangakas CLAMP. 
Au sein du groupe, elle collabore aux scénarios, et est responsable du storyboard, notamment pour l'inclusion des onomatopées. Elle s'occupe occasionnellement du chara-design (ce fut notamment le cas pour Chobits). Elle est aussi éditorialiste dans le magazine Newtype de Kadokawa.